# Ostracon du prince Séthiherkhépeshef
L'ostracon du prince Séthiherkhépeshef est un ostracon en calcaire peint du fils de Ramsès III. Il s'agit d'un profil debout et figuré du prince Séthiherkhépeshef (qui monta plus tard sur le trône sous le nom de Ramsès VIII) dans une pose d'adoration, les bras tendus, un sceptre dans la main gauche et la main droite, paume en avant. Derrière Séthiherkhépeshef, dans une disposition standard de figures et d'écriture, se trouve une colonne verticale de hiéroglyphes se lisant « Fils du roi de son corps, son bien-aimé » avec son nom (Sethi-her-khepesh-f) apparaissant à la fin.
L'ostracon a été trouvé dans la vallée des Reines, où une tombe (QV43) a été construite pour le prince. Il se trouve actuellement au Museo Egizio, à Turin, en Italie.
Les ostraca égyptiens étaient utilisés pour les croquis d'artistes, les caricatures, les documents épistolaires, l'écriture scolaire et les graffitis. Cet ostracon particulier pourrait être le croquis d'un artisan travaillant sur la tombe du prince.

## Colonne de hiéroglyphes
| r | M23 | H8 · Z1 · N35 | F32 · X1 · Z1 · I9 | N36 · Z1 · I9 | E20 | D2 · Z1 · F23 |

sȝ nsw n ẖ.t=f mr(y)=f thy-hr-hpš(=f)
Le bien aimé prince de sang royal (litt. le fils du roi, de son ventre, son aimé) : Sethherkhepesh(ef)